# ۱۷۲۸ (میلادی)
۱۷۲۸ (میلادی) هزار و هفتصد و بیست و هشتمین سال تقویم میلادی است.

## زادگان
- 27 اکتبر - جیمز کوک کاشف و دریانورد بریتانیایی.
- ۱۶ آوریل – جوزف بلک، شیمی‌دان بریتانیایی (د. ۱۷۹۹)
- ۲۸ اوت – جان استارک، افسر آمریکایی (د. ۱۸۲۲)